# Mark Turner
Pour les articles homonymes, voir Turner.

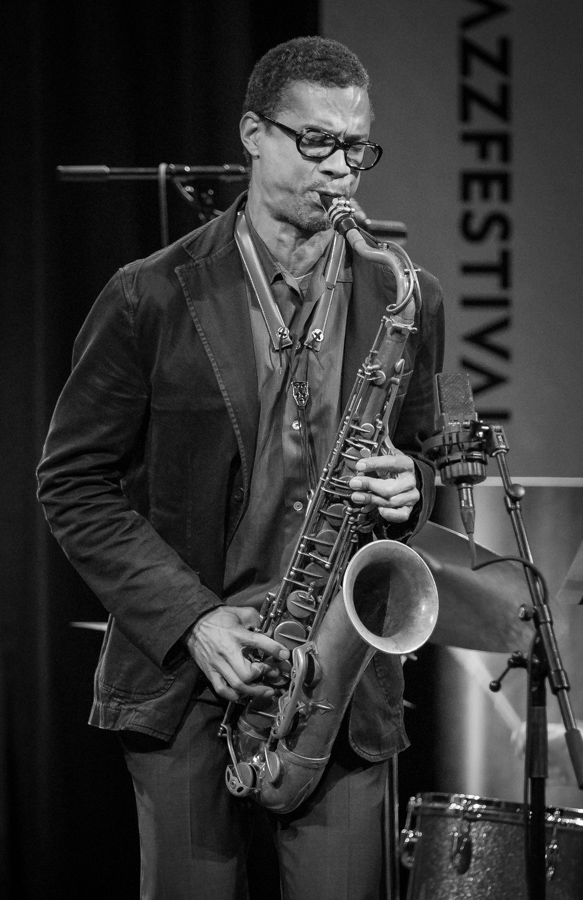
Mark Turner (2017)

Mark Turner est un saxophoniste américain de jazz. Ayant grandi en Californie, Turner se forme au ténor lors de ses études à Berklee et se fait remarquer sur la scène new-yorkaise dans les années 1990. Talentueux saxophoniste, son style est imprégné des influences de Warne Marsh, John Coltrane ou Lennie Tristano.

## Biographie
Mark Turner naît dans l'Ohio, puis vers 4 ans ses parents s'installent au sud de la Californie où il grandit. Son environnement est musical puisque ses parents sont férus de musique, notamment de jazz. Turner suit des cours d'art visuel à Long Beach puis en 1987 il choisit de se réorienter vers l'étude musicale en intégrant l'école de musique Berklee College of Music d'où il sort diplômé trois ans plus tard.
Au cours de ses études, il apprend dans un premier temps à jouer de la clarinette et c'est adolescent qu'il débute au saxophone alto puis au ténor. Ce sont des cours particuliers de saxophone pris lors de sa période au lycée qui vont véritablement le décider à poursuivre dans cette direction. Lycéen, ses premières influences de saxophoniste sont John Coltrane, Sonny Stitt, Gene Ammons ou encore Sonny Rollins. Coltrane est celui qui le marqua le plus, par son caractère, ses idées et la façon dont il les transposait en musique. La découverte de Warne Marsh et de Lennie Tristano lors de ses études à Berklee aura une influence notable sur sa musique,.
Il s'installe ensuite à La Nouvelle-Orléans où durant près d'un an il travaille aux côtés du pianiste Ellis Marsalis puis entre 1991 et 1992 collabore avec son fils Delfeayo Marsalis et accompagne le tromboniste lors d'une tournée ainsi que pour quelques enregistrements.
Il emménage à New York et participe régulièrement à un quartet comprenant son camarade de Berklee, le guitariste Kurt Rosenwinkel et le contrebassiste Rufus Reid. À cette période il collabore aussi avec le pianiste Brad Mehldau et le batteur Leon Parker. Il se fait également remarquer en participant à des concerts aux côtés de musiciens tels que Dave Douglas, Joshua Redman, Slide Hampton, Terence Blanchard et quelques enregistrements avec Jimmy Smith ou le pianiste Jonny King. Après plusieurs séances d'enregistrement en décembre 1994, Turner fait paraître ses premiers albums en leader sur le label néerlandais Criss Cross Jazz, avec notamment Rosenwinkel et Mehldau. Décrochant un contrat sur le label Warner Brothers, Turner enchaîne quatre albums entre 1995 et 2001 qui reçoivent un bon accueil de la critique. En 1999 Turner participe au Newport Jazz Festival. Il est aussi l'un des membres du groupe Fly qu'il constitue en 2003, accompagné par Larry Grenadier à la contrebasse et Jeff Ballard à la batterie.

## Style
Turner développe au saxophone ténor un jeu particulièrement riche en créativité, alliant intensité et fluidité qui lui permet d'être considéré comme l'un des tout meilleurs musiciens de sa génération. Son phrasé fluide n'est pas sans rappeler celui de Warne Marsh ainsi que des influences de John Coltrane ou Lennie Tristano,.

## Discographie sélective

### En leader ou coleader
- 1994 : Consenting Adults (en) (	Criss Cross, publié en 2000)
- 1995 : Yam Yam (en) (Criss Cross Jazz)
- 1998 : The Music of Mercedes Rossy (Fresh Sound)
- 1998 : Mark Turner avec notamment Joshua Redman au ténor (Warner Bros.)
- 1998 : In This World (en) (Fresh Sound)
- 2000 : Two Tenor Ballads quintet dans lequel Turner joue en duo avec Tad Shull (Criss Cross Jazz)
- 2000 : Ballad Session (Warner Bros.)
- 2001 : Dharma Days (Warner Bros.)
- 2013 : Dusk Is a Quiet Place duo avec Baptiste Trotignon (Naïve)
- 2014 : Lathe of Heaven (Warner Bros.)
- 2018 : Temporary Kings duo avec Ethan Iverson (Naïve)

Avec Fly (en) (Mark Turner, Jeff Ballard et Larry Grenadier)
- 2004 : Fly (Savoy Jazz)
- 2009 : Sky & Country (ECM)
- 2012 : Year of the Snake (ECM)

### Collaborations
Avec Ryan Kisor (en)
- 1993 : On the One (Columbia)

Avec Leon Parker
- 1994 : Above & Below (Epic Records)

Avec Jonny King
- 1994 : In from the Cold (Criss Cross)

Avec Jimmy Smith
- 1995 : Damn! (Verve Records)

Avec Seamus Blake
- 1997 : Four Track Mind (Criss Cross Jazz)

Avec Reid Anderson (en)
- 1998 : Dirty Show Tunes (Fresh Sound-New Talent)

Avec Aaron Goldberg
- 1999 : Turning Point (J Curve Records)
- 2007 : Home (Sunnyside)

Avec Joshua Redman
- 2000 : Beyond (Warner Bros. Records)

Avec John Patitucci
- 2000 : Imprint (Concord Jazz)

Avec Lee Konitz
- 2001 : Parallels (Chesky Records)

Avec Kurt Rosenwinkel
- 2000 : The Enemies of Energy (Verve Records)
- 2001 : The Next Step (Verve Records)
- 2009 : The Remedy (en) (ArtistShare)

Avec Robert Glasper
- 2005 : Canvas (Blue Note Records)

Avec Billy Hart
- 2006 : Billy Hart Quartet (en) (HighNote)
- 2012 : All Our Reasons (en) (ECM)
- 2013 : One Is the Other (en) (ECM)

Avec Baptiste Trotignon
- 2009 : Share (Naïve Records)
- 2010 : Suite... (Naïve Records)

Avec Ibrahim Maalouf
- 2012 : Ibrahim Maalouf (Mi'ster Productions)
- 2015 : Kalthoum (Mi'ster Productions)